# Amer (kommun)
Amer är en kommun i Spanien.   Den ligger i provinsen Província de Girona och regionen Katalonien, i den östra delen av landet, 500 km öster om huvudstaden Madrid. Antalet invånare är 2 277. Arean är 41 kvadratkilometer. Amer gränsar till Les Planes d'Hostoles, Sant Aniol de Finestres, Sant Martí de Llémena, Sant Julià del Llor i Bonmatí, La Cellera de Ter och Susqueda. 
Terrängen i Amer är huvudsakligen kuperad, men åt sydost är den platt.